# Zářivost
Zářivost je radiometrická veličina, definovaná jako měrná veličina zářivého toku v prostorovém úhlu.
Značí se {\displaystyle I_{\mathrm {e} }}.
Její jednotkou je watt na steradián (W.sr−1).
{\displaystyle I_{\mathrm {e} }={\frac {\mathrm {d} \Phi _{\mathrm {e} }}{\mathrm {d} \Omega }}}
kde
- {\displaystyle \Phi _{\mathrm {e} }} je zářivý tok,
- {\displaystyle \Omega } je prostorový úhel.

## Související veličiny
- Svítivost – odpovídající fotometrická veličina
- Spektrální zářivost – odpovídající spektrální veličina
- Zářivý tok – veličina nevztažená k prostorovému úhlu
- Zář – veličina vztažená navíc k jednotce povrchu
- Intenzita vyzařování – veličina vztažená pouze k jednotce povrchu